# Лютово (село, Ярославская область)
Лютово — село в Ярославском районе Ярославской области России. 
В рамках организации местного самоуправления входит в Туношенское сельское поселение; в рамках административно-территориального устройства включается в Лютовский сельский округ, центр которого — деревня Мокеевское. 

## География
Через село протекает речка Кисма, в 800 м к западу — речка Шакша. В 1 км к юго-востоку находятся населённый пункт станция Лютово и собственно железнодорожная станция Лютово железнодорожной линии Ярославль-Нерехта.

## История
До революции село носило название Спасское. Причина современного именования точно не известна, существуют несколько версий.
В селе было две церкви: Церковь Всемилостивого Спаса Нерукотворного Образа и Рождества Пресвятой Богородицы. Первая сооружена в 1842 году на средства Димитрия Свечина. В ней было два престола: Спаса Нерукотворного Образа и Рождества Иоанна Предтечи, вторая же древняя деревянная за ветхостью была упразднена, но в 1842 году тем же Свечным возобновлена. В ней был один престол Рождества Пресвятой Богородицы.
В конце XIX — начале XX века село входило в состав Никольской волости Ярославского уезда Ярославской губернии. В 1883 году в селе было 22 двора.
С 1929 года село являлось центром Лютовского сельсовета Ярославского района, в 1944 — 1959 годах — в составе Бурмакинского района, с 2005 года — в составе Туношенского сельского поселения.

## Экономика
КООП «ЛЮТОВО»; обслуживание ж/д станции.

## Население
| 1859 | 1883 | 1914 | 2007 | 2010 |
| ---- | ---- | ---- | ---- | ---- |
| 110  | ↗128 | ↗170 | ↗553 | ↘541 |

По состоянию на 1989 год в селе проживало 44 человека.

## Достопримечательности
Спасская церковь — памятник позднего ампира (1842).

### Памятники
- Воинам землякам, погибшим в годы Великой Отечественной войны[13].